# Eta Arietis
Eta Arietis (η Ari, η Arietis) är Bayerbeteckning för en stjärna i östra delen av stjärnbilden Väduren. Den är svagt synlig för blotta ögat med en skenbar magnitud på 5,231. Baserat på en årlig parallaxförskjutning på 34,64 mas, befinner den sig på ett avstånd av ungefär 94,2 ljusår (28,9 parsek)från solen.

## Egenskaper
Eta Arietis är en stjärna i huvudserien av F-typ med spektralklass F5 V. Den är, med en ålder av cirka 2,6 miljarder år, yngre än solen. Med den yttre atmosfärens effektiva temperatur på 6 380 K, utstrålar den ett gulvitt ljus, karakteristiskt för en stjärna av F-typ. 
Eta Arietis har undersökts med hjälp av HARPS-instrumentet med avseende på variationer hos radialhastigheten, som kan orsakas av en omkretsande följeslagare, men ingen signal om detta kunde detekterades. Det har inte heller, vid undersökning med rymdteleskopet Spitzer, upptäckts något överskott av infraröd strålning, vilken skulle kunna indikera närvaro av en skiva av gas eller stoft.